# Incorporation
Una incorporation (abbreviata legalmente come Inc.) è un tipo di società pubblica prevista dal diritto societario degli Stati Uniti d'America.

## Descrizione
Nel diritto societario vigente negli Stati Uniti, una Incorporation o Incorporated Company, nota con l'abbreviazione Inc., è una società per azioni di tipo S che rappresenta un'entità legale separata dalla persona fisica o dalle persone fisiche che la compongono. Amministratori e funzionari acquistano le azioni dell'azienda e sono responsabili della sua gestione. Questa forma societaria, limita la responsabilità di un individuo in caso di controversie legali.
La società, in quanto soggetto giuridico, è responsabile dei propri debiti e paga le imposte sui propri guadagni, e può anche vendere azioni per raccogliere fondi. Una società è anche in grado di continuare come entità dopo la morte di un direttore o di una vendita di azioni. Una società di tipo Inc. è costituita secondo la legge statale, attraverso il deposito dell'atto costitutivo.
Pur essendo identica ad una Corporation sul piano giuridico, dal punto di vista della tassazione federale sui redditi societari la Incorporation in quanto società S, è assimilata alla società in nome collettivo, cioè una entità i cui profitti e perdite passano attraverso gli azionisti. Il che significa la possibilità di evitare la doppia tassazione, che colpisce solo il reddito degli azionisti. Infine, la società S può emettere solo una classe di azioni, ma il pacchetto azionario può avere diritti diversi di voto.  Gli azionisti di una Incorporation non possono essere più di 20.
Una società di tipo Inc. può rappresentare non solo un'azienda, ma anche un'organizzazione senza fini di lucro, una società sportiva e un'organizzazione governativa.